# Söndags-Nisse

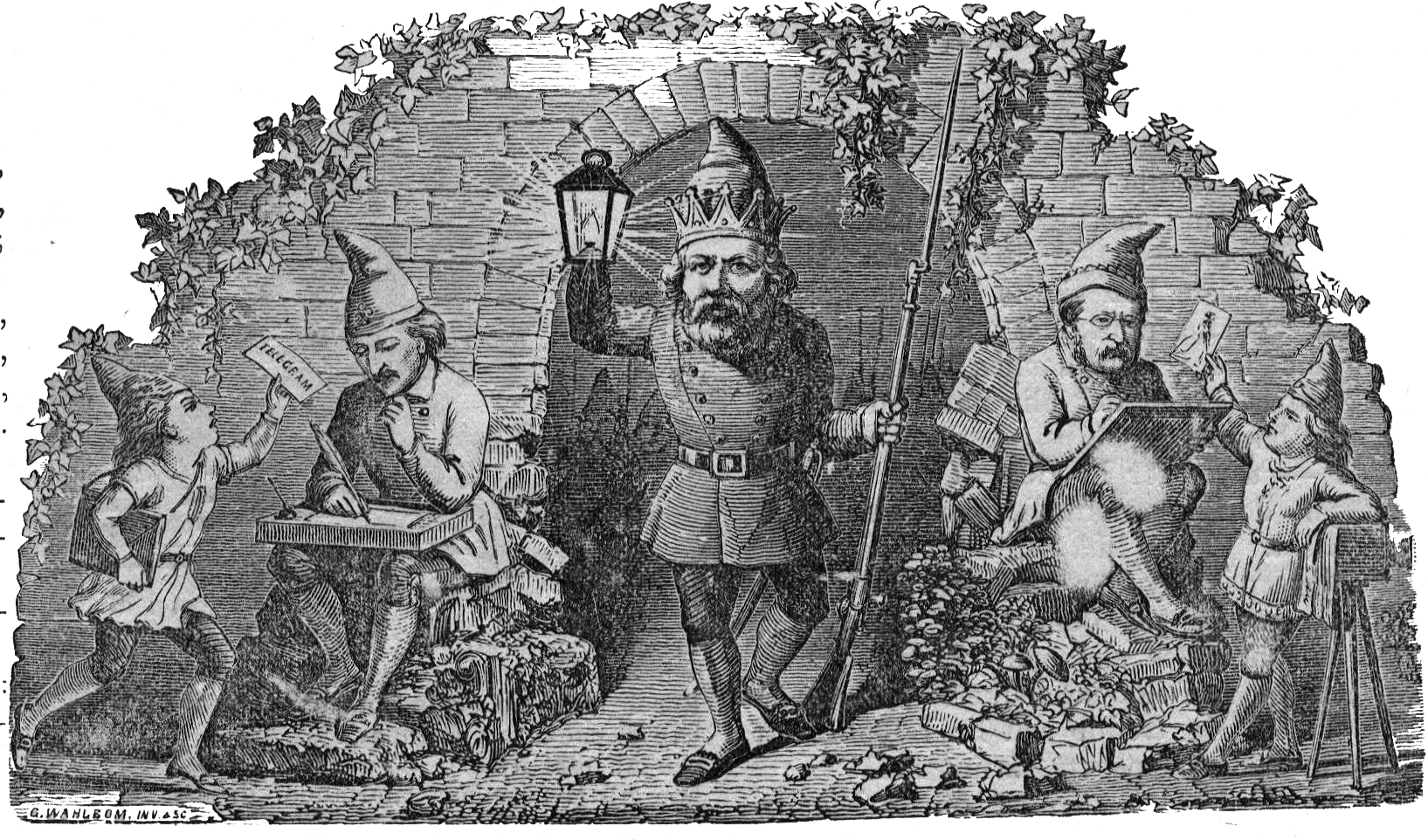
Wahlboms vinjett (1878).

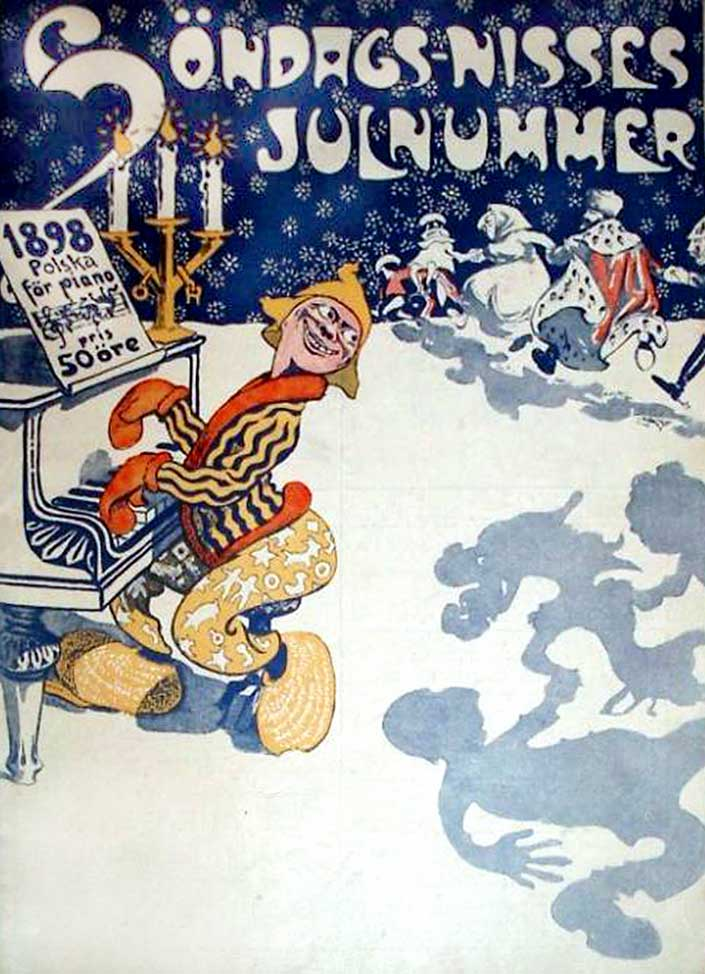
Omslaget till Söndags-Nisses julnummer 1898.

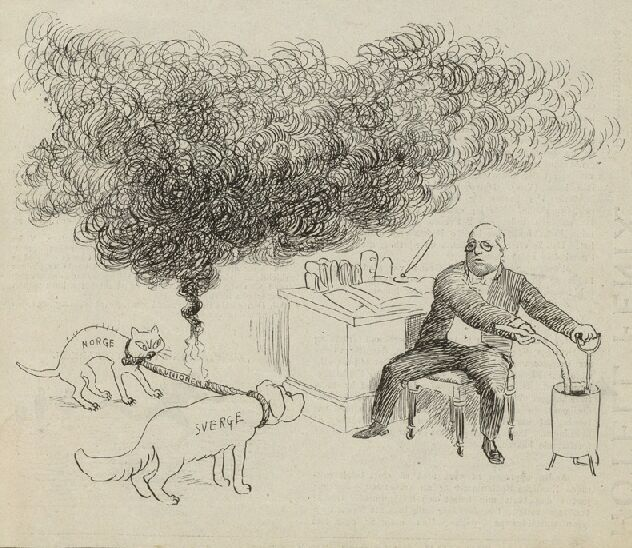
En skämtteckning ur Söndags-Nisse från 12 februari 1905, angående konsulatfrågan i den dåvarande svensk-norska unionen, betitlad Brister bandet? Sveriges statsminister Erik Gustaf Boström gör valhänta försök att släcka elden som hotar att lösgöra den ilskna katten Norge från den loje hunden Sverige.

Söndags-Nisse var en svensk skämttidning som utgavs varje vecka åren 1862–1924. Tidningen grundades som Söndags-Nisse. Illustreradt Veckoblad för Skämt, Humor och Satir av Gustaf Wahlbom. Wahlbom var xylograf och tecknare. Han var tidningens förläggare till sin död 1876, och gjorde även många av dess illustrationer. Han är dessutom porträtterad till höger om Nisse på tidningens vinjett.

## Historia
Tidningen beviljades utgivningsbevis den 12 februari 1862, och det första numret utkom fyra dagar senare. Den förste redaktören var L R L Götberg (1835–1871). Bland senare redaktörer märks Johan Gustaf Schultz (1839 –1869), Frans Hodell (1870–1890), Hugo Vallentin (1894–1901) och Hasse Zetterström ("Hasse Z") (1901–1924). Till tidningens mest berömda medarbetare hörde tecknaren Oskar Andersson (signaturen OA) vars tecknade serie Mannen som gör vad som faller honom in dök upp regelbundet i Söndags-Nisse. Oskar Andersson medverkade i tidningen från 1897 fram till sin bortgång 1906.
Den parodiska "landsortstidningen" Grönköpings Veckoblad började som ett ensidesinslag i Söndags-Nisse 1902 (själva namnet "Grönköping" hade dock använts i skämtteckningar i tidningen ända sedan 1895) och blev en självständig tidning 1916.
Från 1912 utgavs årsboken Lutfisken, som utkom fram till 1966.
Söndags-Nisse sammanslogs 1924 med Albert Engströms tidning Strix till Söndagsnisse-Strix, under vilket namn den utkom till 1955. Åren 1998–2006 utgavs en tidning med detta sammanslagna namn vilken utgjorde en systertidning till Grönköpings Veckoblad.

### Webbkällor
- Söndags-Nisse i Nationalencyklopedins nätupplaga.